# Jezero Posavsko
Jezero Posavsko es una localidad de Croacia en el municipio de Martinska Ves, condado de Sisak-Moslavina.

## Geografía
Se encuentra a una altitud de 102 m s. n. m. a 42,5 km de la capital nacional, Zagreb.

## Demografía
En el censo 2011, el total de población de la localidad fue de 72 habitantes.